# Black Cherry (Koda Kumi)
Black Cherry è un album discografico in studio della cantante giapponese Koda Kumi, pubblicato nel 2006.

## Tracce
1. Introduction – 1:24
2. Get Up & Move!! – 3:22
3. Ningyo Hime (人魚姫) – 4:25
4. Yume no Uta (夢のうた) – 4:43
5. Tsuki to Taiyou (月と太陽) – 4:01
6. Puppy – 4:03
7. Koi no Tsubomi (恋のつぼみ) – 4:06
8. Won't Be Long: Black Cherry Version – 4:29
9. Juicy – 4:29
10. Candle Light – 3:16
11. Cherry Girl – 3:55
12. I'll Be There – 4:15
13. Unmei (運命) – 4:21
14. With Your Smile – 4:15
15. Milk Tea (ミルクティー) – 2:35
16. Twinkle (feat. Show Luo English Version) – 3:52
17. Go Way!! – 4:30
18. Won't Be Long: Red Cherry Version – 5:11